# Palais des Éléphants
Le palais des éléphants (en italien Palazzo degli Elefanti) est l'hôtel de ville de Catane en Sicile, situé sur la place de la cathédrale.
Sa construction date de 1696 peu après le tremblement de terre de 1693. La conception originale a été faite par Giovanni Battista Vaccarini en 1696, pour les façades est, sud et ouest tandis que la partie nord a été construite par Carmelo Battaglia (it).
L'escalier d'honneur qui s'ouvre sur la cour fut construit en dernier, au XIXe siècle, par Stefano Ittar.

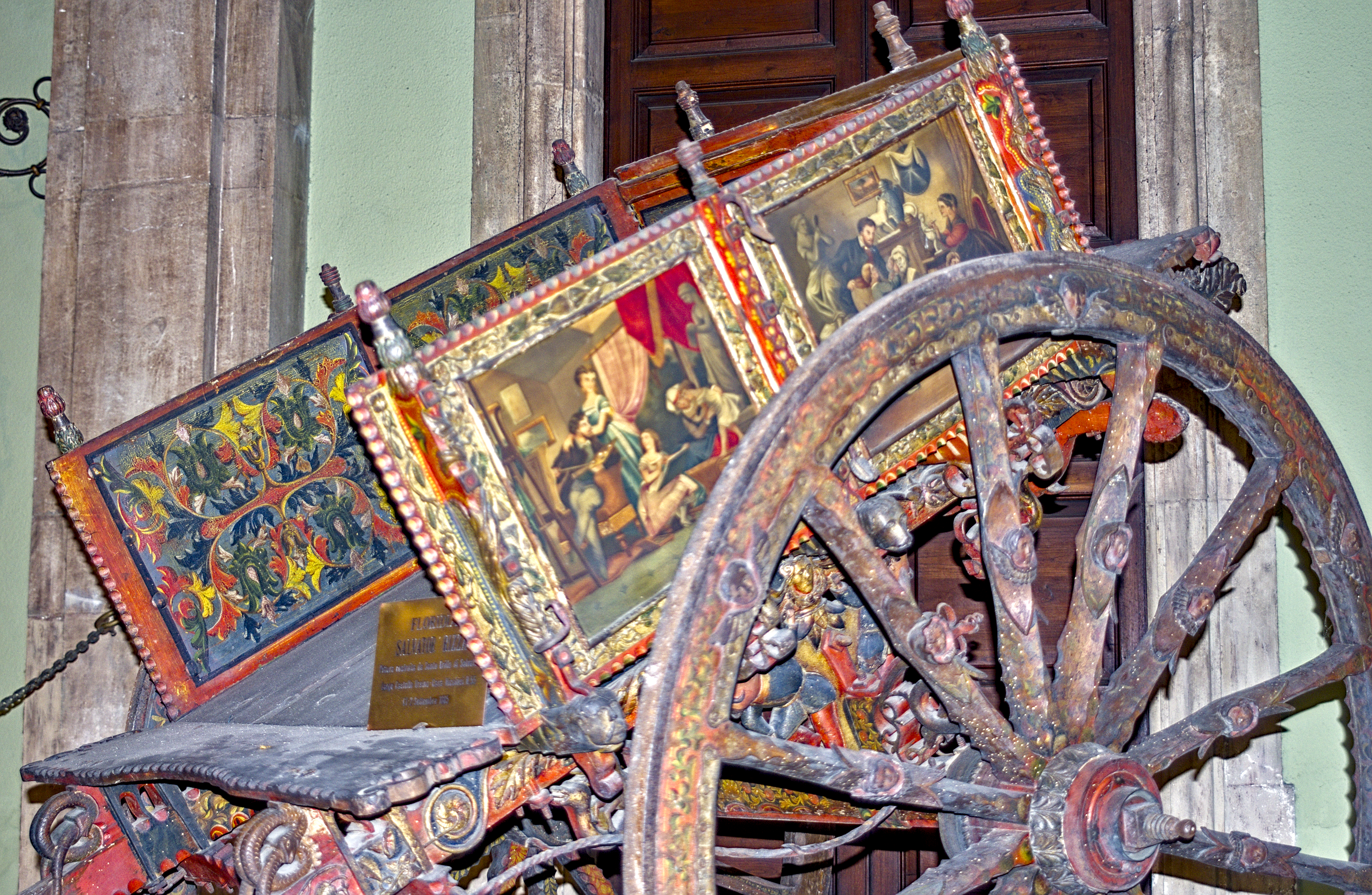
Charrette décorée de la fin du XVIIIe siècle (ou début du XIXe) exposée dans la cour d'honneur du palazzo degli Elefanti.

À l'intérieur du bâtiment, se trouve un quadrilatère avec des portiques sur deux côtés. Dans le hall de l'édifice sont gardées deux voitures du XVIIIe siècle dont une charrette finement décorée qui est utilisée au cours de la célébration de la Sainte-Agathe chaque 3 février. Dans le hall d'honneur au premier étage se trouvent des peintures de l'artiste Giuseppe Sciuti.

## L'incendie de 1944
En 1944, à la suite d'émeutes populaires, la mairie a été incendiée et de archives de la municipalité ont été perdues. Après l'incendie, les pièces intérieures ont à nouveau été meublées dans un style original et le bâtiment a été rouvert en 1952.

## Sources
- (it) Cet article est partiellement ou en totalité issu de l’article de Wikipédia en italien intitulé « Palazzo degli Elefanti » (voir la liste des auteurs).